# گل‌حسرتیان

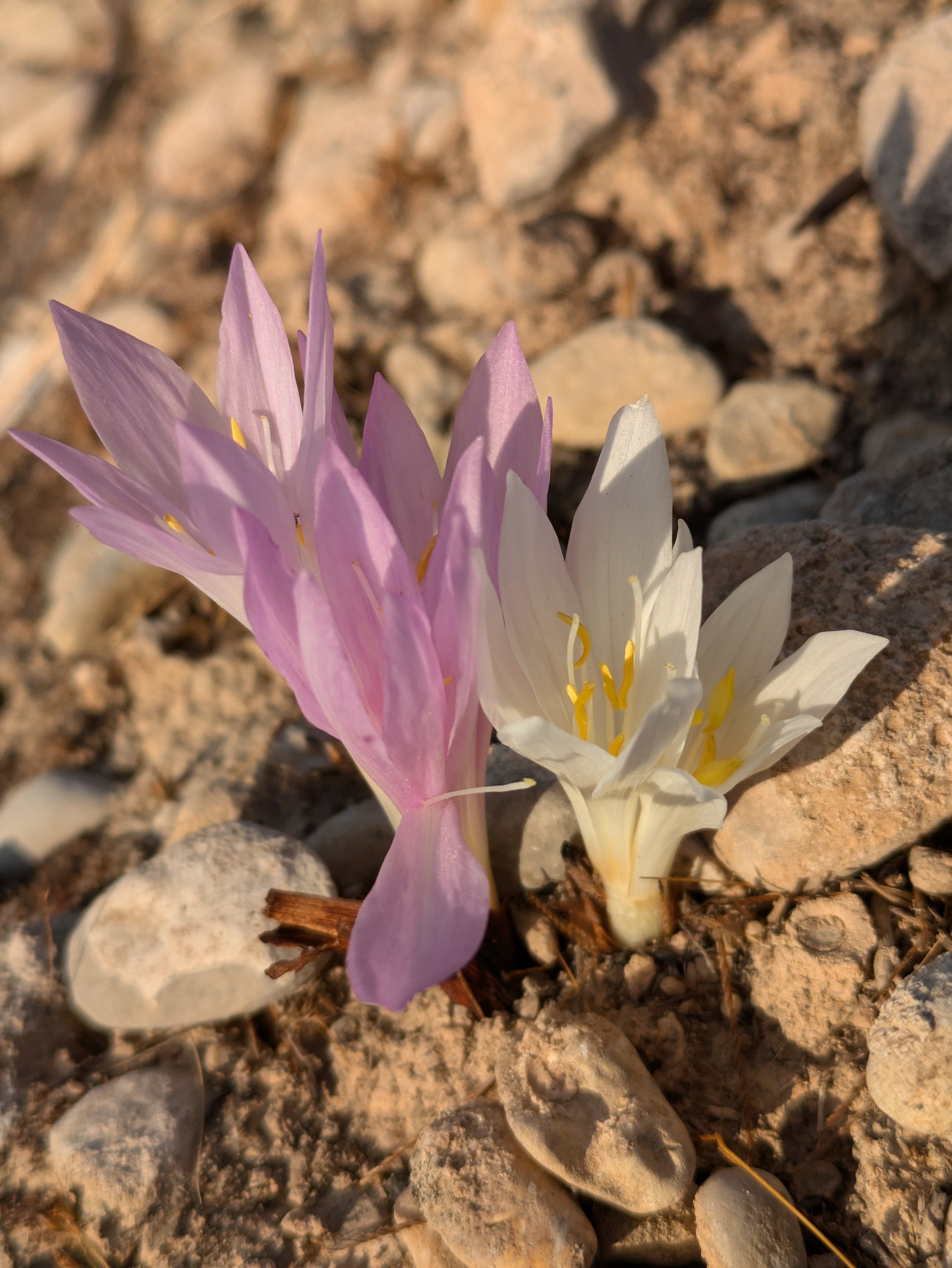
گل حسرت ایرانی در بهبهان، آبان‌ماه

گل‌حسرتیان (Colchicaceae) تیره‌ای از سوسن‌سانان (Liliales) است که گل‌آذین سرسان خیلی کوتاه و گلپوش لوله‌ای طویل و نازک و ساقهٔ زمینی غده‌ای دارند.
دلیل نامگذاری این گیاه بخاطر شروع به رشد کردن آن در اواسط فصل پائیز و ابتدای فصل سرما که منجر به یخ زدن آن می گردد، است.